# Distrito de Martigny
El distrito de Martigny (en alemán Bazirk Martinach) es uno de los 14 distritos del cantón del Valais, ubicado al occidente del cantón, con una superficie de 263,3 km².

## Geografía
El distrito de Martigny está situado en la región del Bajo Valais (Bas-Valais/Unterwallis). Limita al norte con el distrito de Aigle (VD), al noreste con Conthey, al sur con Entremont, al oeste con el departamento de Alta Saboya (FRA-V), y al noroeste con el distrito de San Mauricio.

## Comunas
| Distrito de Martigny | Distrito de Martigny   | Distrito de Martigny |
| Comunas              | Población (31.12.2008) | Superficie km²       |
| -------------------- | ---------------------- | -------------------- |
| Bovernier            | 789                    | 12.9                 |
| Charrat              | 1329                   | 7.6                  |
| Fully                | 7196                   | 37.8                 |
| Isérables            | 883                    | 15.3                 |
| Leytron              | 2520                   | 26.9                 |
| Martigny             | 15 635                 | 24.9                 |
| Martigny-Combe       | 2035                   | 37.7                 |
| Riddes               | 2590                   | 23.9                 |
| Saillon              | 2009                   | 13.7                 |
| Saxon                | 4182                   | 23.2                 |
| Trient               | 145                    | 39.6                 |
| Total (11)           | 39 313                 | 263.5                |